# Jesuítas (Paraná)
Jesuítas est une municipalité brésilienne située dans l'État du Paraná.